# Тешњар
Тешњар је стари део града Ваљева и један од његових најупечатљивијих симбола. Налази се на десној обали Колубаре, стешњен између речног тока и брда.
Тешњар је данас једна од ретких оријенталних целина сачуваних у Србији. Састоји се од једне улице која прати речни ток Колубаре и неколико мањих улица које се низ брдо спуштају ка њој.
Већина кућа у њој настала је у 19. веку, али уз поштовање затеченог стила и просторног распореда. У тренутку настанка ових објеката у њима су се налазиле продавнице, радионице, трговачки и занатски магацини, а у пространим двориштима иза њих су се налазиле помоћне грађевине са сродним наменама. Сходно оваквим наменама Тешњар је представљао трговачко-занатску четврт Ваљева, чаршију. Тешњар је као ваљевска чаршија опстајао вековима. Мењале су се грађевине и објекти, али не и локација и просторни распоред. Значајније промене нису донели ни каснији векови. Истина, почетком 19. века дошло је до новог, привременог, опадања Ваљева, али се то није одразило на Тешњар, већ на стамбено-административни део насеља на супротној обали Колубаре. Део насеља на левој обали реке замро и нестао, претворио се у рушевине, а потом у ливаде и ледине, међутим, Тешњар је опстао и цело Ваљево се сабило у његове оквире. Током друге половине 19. века Ваљево се нашло у фази новог успона. Број становника се нагло повећао и град се опет проширио на леву обалу реке, док је стара чаршија опстала, сачувавши старе намене, чак се и продужила даље низ Колубару. На ове начине конзервиран и заштићен практичним потребама Тешњар опстаје све до половине 20. века када, услед нових токова развоја Ваљева, изазваних наглом индустријализацијом, губи своју некадашњу намену, а тиме и значај у оквирима градског живота, и почиње да нагло пропада. То је било време када је слична судбина задесила многе чаршије у Србији, али за разлику од многих које су нестале, Тешњар је бригом Ваљеваца опстао, истина, једно време трошан и рушеван, да би последњих деценија 20. века отпочео процес његове рестаурације и конзервације, који и данас траје.